# 1328
1328 (MCCCXXVIII) a fost un an bisect al calendarului iulian, care a început într-o zi de duminică.

## Evenimente
- 17 ianuarie: Ludovic al IV-lea de Bavaria intră în Roma.
- 28 ianuarie: Florentinii ocupă Pistoia, dominată de ghibelinul Castruccio Castracani.
- 1 februarie: Stingerea ramurii directe a dinastiei Capețienilor din Regatul Franței, odată cu moartea regelui Carol al IV-lea.
- 1 martie: Tratatul de la Edinburgh-Northampton. Regele Eduard al III-lea al Angliei recunoaște independența Scoției, condusă de regele Robert I Bruce.
- 18 aprilie: Excomunicat de papa Ioan al XXII-lea de la Avignon, Ludovic al IV-lea de Bavaria este încoronat ca împărat la Roma, de către senatorul Sciarra Colonna.
- 12 mai: La intervenția lui Ludovic al IV-lea, Nicolae al V-lea este consacrat în basilica Sf. Petru din Roma de către episcopul de Veneția, devenind astfel antipapă.
- 26 mai: Aflat sub amenințarea papei Ioan al XXII-lea, filosoful William Ockham părăsește Avignonul în taină; mai târziu, își găsește refugiu la München, pe lângă împăratul Ludovic al IV-lea.
- 27 mai: Filip al VI-lea întemeiază dinastia de Valois în Regatul Franței; totodată, provinciile Valois, Anjou și Maine revin Coroanei.
- 4 august: Ludovic al IV-lea și Nicolae al V-lea abandonează Roma, în fața progreselor partidei guelfilor; câteva zile mai târziu, orașul este ocupat de trupele lui Robert de Anjou.
- 16 august: Mantova intră în stăpânirea familiei Gonzaga, în urma conspirației lui Lodovico Gonzaga împotriva lui Passerino Buonacorsi.
- 23 august: Bătălia de la Muntele Cassel, lângă Lille. Trupele franceze reprimă o revoltă populară în Flandra, îndreptată împotriva contelui Ludovic de Nevers condusă de Nicolaas Zannekin, care este ucis în luptă; consolidarea influenței franceze asupra comitatului.

### Nedatate
- 1328-1331: Războaiele bizantino-otomane. Asediul Niceei. Sultanul Orhan I a condus asediul asupra orașului bizantin Niceea, condus de împăratul Andronic al III-lea Paleologul, încheiat cu victoria otomanilor.
- septembrie: Este realizat Recensement sur l'état des feux & paroisses en le royaume de Francie, ordonat de noul rege, Filip al VI-lea, singurul recensământ din Franța din evul mediu; potrivit acestuia, Franța număra 21,2 milioane de locuitori.
- Mitropolia de Kiev se transferă la Moscova.
- Renașterea civilizației maya, cu Mayapán drept capitală.

## Nașteri
- 7 mai: Ludovic al VI-lea, duce de Bavaria și elector de Brandenburg (d. 1365)
- 9 octombrie: Petru I, rege al Ciprului (d. 1369)
- Benedict al XIII-lea, papă la Avignon (d. 1423)
- Magnus al II-lea de Braunschweig (d. 1373)

## Decese
- 1 februarie: Carol al IV-lea "cel Frumos",  rege al Franței (n. 1294)
- 14 august: Passerino Buonacorsi, senior de Mantova (n. ?)
- 3 septembrie: Castruccio Castracani, condottier italian (n. 1281)
- 26 septembrie: Ibn Taymiyyah, profesor de drept și teologie la Damasc (n. 1263)
- 9 noiembrie: Carol, duce de Calabria (n. 1298)
- 31 decembrie: Giovanni Soranzo, doge de Veneția (n. 1240)
- Galeazzo I Visconti, senior de Milano (n. 1277)
- Giovanni da Montecorvino, misionar italian (n. 1246)
- Otto I, landgraf de Hessa (n. 1272)

## Înscăunări
- 11 ianuarie: Ludovic al IV-lea (Ludwig IV), împărat romano-german (1328-1347)
- 13 martie: Ioana a II-a și Filip al III-lea (Felipe III de España), ca regină (1328-1349) și rege ai Navarei (1328-1343)
- 12 mai: Nicolae al V-lea, antipapă (până la 1330)
- 23 mai: Andronic al III-lea Paleolog, împărat bizantin (1328-1341)
- 29 mai: Filip al VI-lea, rege al Franței consacrat la Reims (1328-1350)